# Solbiate
Solbiate es una localidad italiana, capital del municipio de Solbiate con Cagno en la provincia de Como, región de Lombardía, con 2.245 habitantes.
Fue un municipio independiente hasta el 31 de diciembre de 2018, en que fue disuelto y pasó a formar parte del municipio de Solbiate con Cagno.

## Evolución demográfica
| Gráfica de evolución demográfica de Solbiate entre 1861 y 2001 |
|                                                                |
| Fuente ISTAT - elaboración gráfica de Wikipedia                |